# アルメンドラ
アルメンドラ（Almendra）は、ルイス・アルベルト・スピネッタ（ギター、ヴォーカル）、エデルミロ・モリナーリ（ギター、バッキング・ヴォーカル）、エミリオ・デル・グエルシオ（ベース、バッキング・ヴォーカル）、ロドルフォ・ガルシア（ドラムス）により、1967年にブエノスアイレスのベルグラノ地区で結成されたアルゼンチンのロックバンド。マナール、ロス・ガトスと並び、アルゼンチン・ロックの創始グループとされる。バンドは1967年に結成され、1970年に解散。1979年から1981年にかけてと2009年に2度の再結成を果たす。

## 概要
1985年にカルロス・ポリメニがクラリンのために行った、ミュージシャンやジャーナリストが参加した世論調査では、彼らのファースト・アルバム『アルメンドラ』は、大多数がアルゼンチン・ロック史上最高のアルバムと評価した。
最近では、『ローリング・ストーン』誌でアルゼンチン・ロックのベスト6位、セカンド・アルバム『アルメンドラII』が40位に選ばれている。彼の曲 「Muchacha (Ojos de papel) 」は、アルゼンチン・ロック史上2番目に優れた曲とされている（スピネッタは、アルゼンチン・ポップ・ロックのベスト100の中に、他に9曲ランクインしている）

## ヒストリー

### 背景

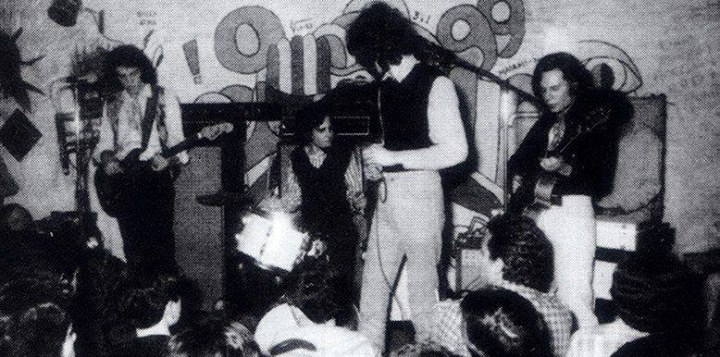
Zapada entre Claudio Gabis, Emilio del Guercio, Rodolfo García y Luis Alberto Spinetta (tres miembros de Almendra) en el boliche "Patacón 99" en 1969.

アルメンドラの起源は、ブエノスアイレスのバホ・ベルグラノ地区で活動していた2つの英語ロックバンド、ロス・ラーキンスとロス・スビロスにある。ロス・ラーキンズは、後にアルメンドラのドラマーとなるロドルフォ・ガルシアが率いたバンドで、「エル・フラコ 」スピネッタより4歳年上の比較的 「大きな 」少年だった。
ガルシアもまた、同じ地区の隣人ではあったが、公立の工業学校に通い、整備工場で働いていたため、他のバンドを構成するグループとは社会的に一線を画していた。アルメンドラを生み出したもうひとつのバンドは、ロス・スビロスで、スピネッタが通っていた学校の生徒で構成され、エレクトリック・ギターの名手として際立っていたエデルミロ・モリナーリがリーダーを務め、エミリオ・デル・グエルシオとその弟アンヘルも参加していた。
スピネッタはロス・ラーキンスからスタートしたが、一時は両方のグループで演奏し、徐々に距離を縮めていった。
スピネッタは高校時代、住んでいた地区にあるカトリック校サン・ロマン校に通っていた。デル・グエルシオとはクラスメートであり、机を並べる仲間でもあった。そこで二人は親密な友情を築き、反骨精神、音楽的、芸術的嗜好を共有し、ロス・ラーキンスやロス・スビロスと並行してバンドルメンというデュオを結成。ふたりはビートルズの曲をカバーしたが、スペイン語で作曲され歌われるポップ・ソングとして当時はあまり評価されていなかった自作曲も披露した。
ロス・ラーキンスは徐々に統合を進め、ロス・マスターズ、ロス・モッズと名前を変えていった。この名前で1966年に2曲の英語の曲、「Faces and things」と 「Free」を収録したアセテート盤を録音した。
ロス・モッズとロス・スビロスは少しずつ合併し、スピネッタ（ヴォーカル）、ロドルフォ・ガルシア（ドラムス）、エミリオ・デル・グエルシオ（ベース）、エデルミロ・モリナーリ（ギター）、サンティアゴ 「チャゴ 」ノヴォア（キーボード）からなるクインテットを結成した。1966年末、デル・グエルシオとスピネッタは16歳で、アルメンドラの基礎はすでに築かれていた。
ロス・ガトス・サルバヘスやビリー・ボンドの存在は知っていた...。それで、自分たちの音楽がスペイン語になることになったんだ。その段階で、私はすでに「Plegaria para un niño dormido」や、後にカミカゼでやったザンバ（「Barro tal vez」）を作曲していた。 

アストル・ピアソラ、ビートルズ、パリのダブル・シックス。ジャズも聴いたし、アヴァンギャルドな民族音楽も好きだったし、当時はワルド・デ・ロス・リオスがエレクトロニック・サウンドで大活躍していた。私たちはエドゥアルド・ロビやロドルフォ・メデロスなど、エル・クラブ・デル・クラン以外の音楽もたくさん聴いた。

それらの会話や失われた時間、ロドルフォとの手紙から、完全に自由な地平で音楽を創るという前提が生まれた。アルメンドラは偶然の産物ではない。—ルイス・アルベルト・スピネッタ

### 結成

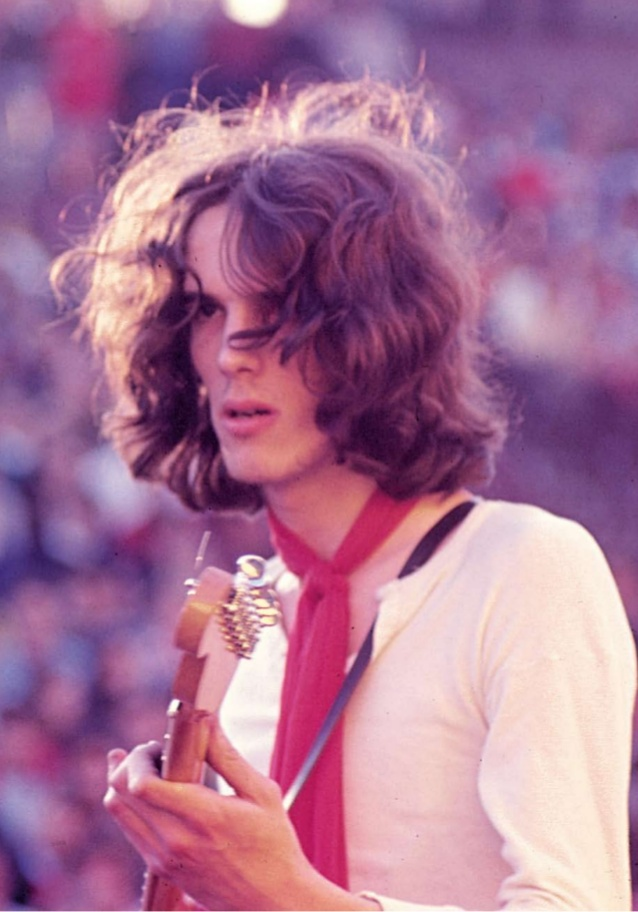
Spinetta tocando junto a Almendra en el Festival Pinap, 1969.

Elアルメンドラを結成するグループの準備は1967年の初めには整っていたが、ロドルフォ・ガルシアが兵役に召集された。この事実が、バンドの出発を1年遅らせた。まさにその重要な年に、ロス・ガトスの「ラ・バルサ」が大ヒットし、リト・ネビアとタンギートがスペイン語で歌ったオリジナル・ロック・ソングが、アルゼンチンで「ロック・ナシオナル」と呼ばれるようになる新しい音楽スタイルの幕開けとなった。
1967年の活動休止期間中、スピネッタとエミリオは高校を卒業し、ふたりはデュオのバンドルメンとロス・スビロスで活動を続けた。1967年6月、ガルシアは数日間の休暇を取り、バンド名はまだ決まっていなかったが、初めてリハーサルを行った。その数日後、スピネッタとデル・グエルシオの卒業旅行中（彼らは出席しなかったが）、ルイスの親友だった同級生が亡くなったという知らせを受けた。その知らせに感動した彼は、1年後にバンドの最初のヒット曲となる 「Tema de Pototo」を書いた。
1967年、1968年、1969年は、ヒッピームーブメントの誕生となった「サマー・オブ・ラブ」、ボリビアでのチェ・ゲバラ暗殺、フレンチ・メイ、コルドバソなど、アルゼンチンだけでなく世界的に文化的な大転換が起こり、若者たちが独特の社会集団となった年である。このような状況の中で、アルメンドラが表現することになる、タンゴとフォルクローレのアヴァンギャルドを融合させようとする傾向が、同じような探求に乗り出していた他の若いアルゼンチン人たちと重なり、スペイン語で歌われるローカルな雰囲気のロックが生まれた。当時の美意識は、ロックがスペイン語で自律的に表現される可能性を認めなかったからだ。
私たちはイングリッシュ・ロック出身で、スペイン語で曲を作るなんて安っぽいと思っていたんだけど、彼（スピネッタ）やリト・ネッビアのような連中が道を開いてくれた。—セサール・"バナナ"・プエイレドン
ザンバは持っていたが、アルゼンチンの伝統的な歌の概念とビートルズが私の中に呼び起こした情熱との間に存在する隔たりをどう越えればいいのかわからなかった。

スペイン語の歌はすでにたくさんあったが、歌うのが怖かった。いつも家族の輪の中で歌っていた。火星的なものと解釈されるのが怖かった—ルイス・アルベルト・スピネッタ
1968年3月、ロス・スビロスはスピネッタをゲストに迎え、ローソンのカーニバルで演奏するために雇われた。そのお金でスピネッタは初めてエレキギターを買い、デル・グエルシオはベースを買った。数日後、ガルシアは解雇され、グループは毎日、アリベーニョス2853番地にあるスピネッタの実家でリハーサルを始めた。キーボードのノヴォアはリハーサルに行かなくなり、ルイス・アルベルト・スピネッタ（リード・ヴォーカル、ギター）、ロドルフォ・ガルシア（ドラムス、ヴォーカル）、エミリオ・デル・グエルシオ（ベース、ヴォーカル）、エデルミロ・モリナーリ（リード・ギター、ヴォーカル）という、歴史に残るカルテット編成となった。
バンド名は当初、ロス・ビートニク（Los Beatniks）だった、ラ・オルガニサシオン（La Organización）、それからエル・トリビュナル・デ・ラ・インキシオン（El Tribunal de la Inquisición）、さらにはビクーニャ（Vicuña）やアクエラレ（Aquelarre）（後にデル・グエルシオとガルシアのバンド名になる）といった名前も検討されたが、後者の2人がアルメンドラ（Almendra）という決定的な名前を提案した。
ビクーニャとか、よくわからない名前とか...。ロドルフォとエミリオが「アルメンドラだ」と言うまではね。それはまるで 「ユリイカ」を見つけたようだった。誰も「そうは思わない」とは言わなかった。当時はすでに、グループの前に「ロス」をつけないという風潮があった。オノ・ヨーコの『グレープフルーツ』という本が出ていた。マーマレードもそうだし、名前の前に 「ロス」をつけないという流れがあった。—ルイス・アルベルト・スピネッタ

1968年半ば、テアトロ・パイロで行われたロス・ガトスのコンサートの後のディスカッションで、スピネッタとデル・グエルシオは、当時の若者に多大な影響を与えたラジオ番組『Modart en la noche』の司会者リカルド・クライマンの目に留まった。数日後、クライマンはバンドのリハーサルを見に行き、そこでスピネッタ自身が英語で歌った 「Where are you going Mary Sue?」を演奏した。クライマンは喜び、ロドルフォ・アルクーロンをアーティスティック・ディレクターに迎えてRCAにシングルを録音することを申し出た。アルバムは11月にリリースされ、翌年発売された。A面は「Tema de Pototo」、B面は「El mundo entre las manos」。前者はスピネッタがエデルミロ・モリナーリと作曲した曲で、後者はロドルフォ・ガルシアとスピネッタが作曲した。8月、雑誌『Pinap』がアルメンドラに関する最初の記事を掲載した：
アルメンドラとは、ブエノスアイレスでこの春センセーションを巻き起こしそうなバンドの名前である。このバンドのリーダー、ホセ・ルイスは、ある専門家によれば、多作なアルゼンチンのレノンのような存在になる運命にあるという.。
同年、RCAビクター・レーベルは、スピネッタの曲を数曲、同社の他のアーティストのレコーディングに使用する。このようにして、「Tema de Pototo」はレオナルド・ファビオによって 「Para saber como es la soledad」というタイトルで録音され、ラテンアメリカ中で大成功を収めた。インズもまた、クライマンが初めてアルメンドラを聴いたときに聴いたスピネッタとデル・グエルシオの曲 「Where are you going Mary Sue?」を録音し、同年にリリースされたアルバム『Nuestra juventud』に収録した。アルメンドラのデビューは1969年1月、マル・デル・プラタのリゾート地のナイトライフの中心であるコンスティトゥシオン通りにあったディスコ「マトコズ」で行われ、夏の間中演奏していた。地元の新聞『El Trabajo』は次のような記事を書いている：
このアンサンブルは本当にいい音だ。少年たちの名前はカルロス・エミリオ、ロドルフォ、テディ、ルイス・アルベルト。ヤギを飼っている子もいて、みんな長い長い髪をしている。彼らは平均20歳で、英語での歌い方は好きでも、英語で歌うのは好きではない。「他の人がやっていることを繰り返したり、翻訳をしてそれで終わりという時代は終わった。自分たちのもの、本物のものを歌わなければならない」と彼らは言う。
夏のシーズンが終わった3月、彼らはペルーのアンコン・フェスティバルに初めて招待され、2回の公演を行った、そして3月24日、彼らはTres espectáculos beatというプロジェクトの一環として、ブエノスアイレスのトルクァト・ディ・テラ研究所で初の公のパフォーマンスを行った、 「国民的ロック」を創設したもうひとつのバンド、マナールも出演した。その2週間後、彼らはブエノスアイレスのテアトロ・デル・グロボで公演を行い、スピネッタのファーストLPからの数曲、「Fermín」、「Figuración」、「Ana no Duerme」、セカンドLPからの数曲、「Hoy Todo el Hielo en la Ciudad」、「Campos Verdes 」などを初披露した、 そして、「Hombre de Luz」、「Aunque Pudo Ser」、「Para que me Sigas」、「Todo el Hielo en la Ciudad (Continuación)」、「Chocolate」、「Mosca Muerta」、「Vine al Planeta」、「Desde el Alma 」といった未発表曲などを演奏した。アルメンドラは、古典的なタンゴ・ワルツ 「Desde el alma」のジャジーなバージョンでコンサートを締めくくった。このコンサートは、ロス・インのボーカルでバンドの友人でもあるアマデオ・アルバレスが何気なく自作録音したもので、2004年にPágina/12という新聞社からアルバムとして編集・発売され、「Chocolate」や「Continuación del hielo en la ciudad」など、他のバージョンでは聴くことのできないスピネッタの曲を聴くことができる貴重な歴史的資料となっている。
スピネッタは、先入観にとらわれることなく、分類不可能な音楽スタイルを提案し始めていた。スピネッタは、ロックにおける詩的な行為がサウンドと不可分であることを証明している」と、フェルナンド・ガルシアは、2006年にこのミュージシャンに捧げられた『La Mano』誌の中で語っている。

### Muchacha
彼らはさらに2枚のシングル（「Hoy todo hielo la ciudad/Campos Verdes 」と 「Tema de Pototo/Final」）をリリースし、2本のビデオクリップ（「Campos verdes 」と 「El mundo entre las manos」）を制作した。6月6日（日）、コリセオ劇場で行われた雑誌『ピナップ』主催のコンサート・シリーズで、彼らは 「Muchacha (ojos de papel) 」を初演した。この曲は、スピネッタの最初の大恋愛相手クリスティーナ・ブスタマンテへの想いを表現したもので、アルゼンチン音楽界で最も重要な曲のひとつとなった。ビートルズの『イエスタデイ』のような曲だが、その歌詞には、それまでの国際的なポップス界を凌駕する詩情があった

### 歴史的アルバム『アルメンドラ I』

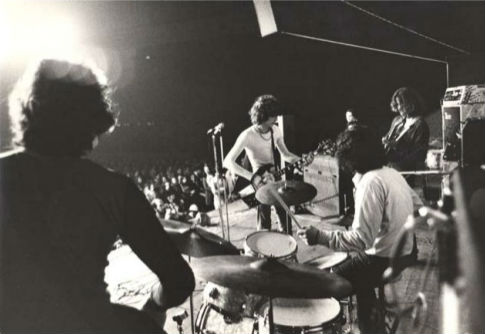
Almendra en concierto, 1970.

1969年末、レコード会社は 「Tema de Pototo」と 「Final」を収録したニューシングルをリリースした。後者は当初、デビュー・アルバムを完成させる予定だったが、時間の制約から実現できなかった。グループは 「Space Cabinets 」をこのシングルのA面にしたかったが、RCAは代わりに 「Pototo 」のプロモーションを希望した。「Cabinets...」は最終的にコンピレーションLP『My Favourite Sets』（RCA Vik 3836）に収録された。
1969年後半、アルメンドラは初のフル・アルバムのレコーディングに専念した。この歴史的アルバムは、アルゼンチン・ロックのベスト・アルバムとして何度も評価されている。そして世界最高峰のひとつである。1970年1月15日にリリースされたこのジャケットは、スピネッタ自身が描いたもので、頭におもちゃの矢を乗せた泣き虫のピエロのような男が描かれている。レーベルはこのイラストを意図的に紛失して廃棄しようとしたが、ルイス・アルベルトが描き直し、彼の指示に従ってジャケットを仕上げるよう要求した。漫画家のレップは、これまで見た中でベスト10に入るジャケット画だと評価している。
このアルバムは9曲で構成されており、そのすべてが異例のレベルで、アルゼンチンの歌曲集の中でも傑出している。スピネッタの7曲：「Muchacha (ojos de papel)」、「Figuración」、「Ana no duerme」、「Fermín」、「Plegaria para un niño dormido」、「A estos hombres tristes」、「Laura va」。他の2曲は、エデルミロ・モリナーリの 「Color humano 」で、レーベルの商業的ガイドラインを破った9分のサパーダであり、エミリオ・デル・グエルシオの 「Que el viento borró tus manos」である。
このアルバムで最も優れた曲は間違いなく 「Muchacha (ojos de papel)」である。「Laura va」では、ピアソリアンの流れを汲むタンゴ・ミュージシャン、ロドルフォ・メデロスのバンドネオン演奏がフィーチャーされ、当時としては珍しいタンゴとロックの交流が見られる。このアルバムには、タンゴやフォルクローレからビートルズのサージェント・ペパーズまで、さまざまな音楽的ルーツが、既成概念にとらわれることなく、詩的な複雑さをもって創造的に組み合わされている。
メディアからの批判はさまざまだった。このときから、スピネッタの主要メディアに対する消極的な態度が始まった。
私が 「plegariá」などと下手な発音をすることにみんなイライラしていたし、『Gente』や『Siete Días』のようないくつかの大衆誌がメモを取り、答えを歪めていることに気づいたとき、私がマスコミに対して抱いている抵抗感の多くが生まれた。—ルイス・アルベルト・スピネッタ
アルバム発売40周年を迎え、デル・グエルシオはその意義を振り返った：
今でこそこれらの曲はクラシックだが、当時は前衛的だと思われていた。時が経つにつれて、そのほとんどが私たちの国の歌の伝統に貫かれていることに気づいた。アルゼンチンの歌なのだ。真の前衛は、受け継いだものに革命を起こす。アルメンドラは、最高のアルゼンチン音楽を受け継ぎ、その要素を偏見なく組み合わせた。—エミリオ・デル・グエルシオ

### アルメンドラ II

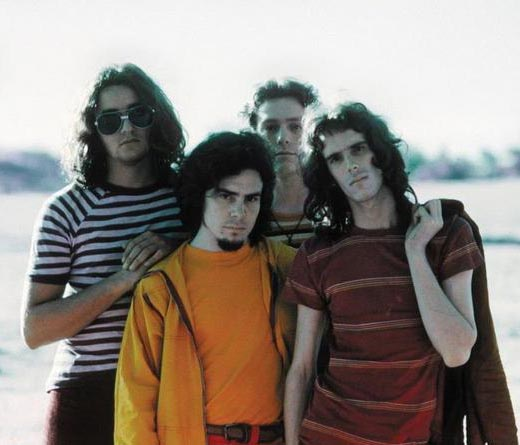
Foto de la tapa del álbum Almendra II.

このアルバムは成功し、バンドを神聖化した。しかし、メンバー間の芸術的、個人的な相違は非常に重要であり、ロック・オペラの準備に失敗した後、グループは解散したが、同年、「Rutas argentinas」、「Los elefantes」（映画『モンド・ケイン』の残酷さへのリアクション）、「Rutas argentinas」、「Los elefantes」（映画『モンド・ケイン』の残酷さへのリアクション）といったよく知られた曲を含む2枚組アルバム『アルメンドラII』をリリースするまでには至らなかった、そして 「Parvas」は、スピネッタがそのサイケデリックなプロフィールを強調した曲である。
ローリング・ストーン誌はこのアルバムをアルゼンチン・ロック史上40番目のベスト・アルバムとみなした。次に、「Rutas argentinas」という曲は、Rock.com.ar サイトによって52番目に最高のアルゼンチン・ロック・ソングとみなされた
このアルバムは、その年にバンドメンバーが取り組んださまざまな計画を反映しているため、統一感に欠けている。スピネッタにとって、それは「自分たちの音楽が崩壊する」という「発作」に到達することであった。
アルメンドラの解散理由は複雑で、各メンバーの分析も様々である。真実は、アルメンドラが「センター」ロッカーのグループに属しておらず、よりハードなライフスタイルを持ち、麻薬に関連しており、利権や権力闘争が交差しており、彼の参加がさまざまな方法で行われ、解散に影響を与えたということだと言える。
スピネッタがよく言っていた別居の理由には、オペラの失敗があった、そして、「エル・レジエンテ」（麻薬使用下での無制限の実験環境を指すアルゼンチンの用語）という環境に彼は導かれ、後にそこから自分自身を切り離そうとすることになる。スピネッタにとって、アルメンドラが自分自身の音楽の進化を真剣に受け止められなかったことは、非常に重要な役割を果たした。このことは、バンドの初期に特徴づけられていたリハーサル規律の放棄という形で現れ、スピネッタがすでに作曲したロックオペラを初演することができなくなった。この曲は「Lord of the Cans」と呼ばれる予定で、そのプロットは台頭しつつあったアルゼンチンのロック運動を魔法のように象徴的に表現したものであった。
登場人物は、リット・ネビア、モリス、タンギート、ハビエル・マルティネス、ロケ・ナルバジャ、ミゲル・アブエロ。 スピネッタが演じたのはマゴ・デ・アグアで、自分を求めて乞食になる地球外の存在である。 このオペラは1970年半ばに初演されるはずだったが、バンドがリハーサルを完了できたのは2幕のうちの1幕だけだった。 このオペラの録音はないが、後にスピネッタが演奏した「Obertura」（Almendra II）、「Canción para los días de la vida」（A 18' del sol）、「Ella también」（Kamikaze）、「Canción del mago de agua」、「Caminata」、「Historias de la inteligencia」、「Viejos profetas de lo eterno」があり、最後の4曲はKamikazeのオープニング・コンサートで演奏された。
グループの急速な影響力により、数多くのツアーやショーが行われ、その緊張と疲労がメンバー間の関係を悪化させた。 1970年末、バンドは解散。 彼らの最後のパフォーマンスのひとつは、その年のB.その年のB.A.ロック・フェスティバルで、1万人の観客を前に行われたものだったが、フローレス近郊の劇場で行われた彼らのフェアウェル・コンサートは、スペインのロック・バンドが行ったコンサートの中でも最高のもののひとつとされている。

### アルメンドラの解散
「一緒にプレーする意欲がなくなっていた。 それは同じではなかったし、私たちは最善の決断をした。 タフで、めちゃくちゃな決断だったけれど、完全に純粋だったからこそできた最も賢明なことだった。 アルメンドラは2年前とは違っていた。 ロドルフォ、エミリオ、ルイス・アルベルト、エデルミーロが2年前と同じようには働かなかったからだ。 音楽的なレベルだけでなく、あらゆる面で互いを生かすことができるようになった瞬間に、私たちは解散を決めた。 どこかのバカが言ったように、お金の問題ではなかった」
このフレーズは、エデルミロ・モリナーリが、1年足らずで国内で最も成功したバンドの分離に驚いた報道陣への答えのひとつに相当する。
ブエノスアイレスのフローレス地区にある劇場で行われたアルメンドラのお別れコンサートは、当時のグループが提供し得た最もパワフルなもののひとつとされている。 アルメンドラは、ビートとポップのグループから、当時のスペイン語圏のグループとしては考えられないサウンドを持つプログレッシブ・バンドへと変貌を遂げた。 しかし、シングル『Hermano Perro』がアルゼンチンのロック・シーンでヒットしたため、解散は不可逆的なものとなった。
解散後、アルメンドラのメンバーはさまざまなプロジェクトに取り組んだ： 
- スピネッタは、エデルミロ・モリナーリとトリオ「トラックス（バンダ）」を結成しようとしたが、録音は残されていない。 その後フランスに渡り、帰国後にソロアルバム（Spinettalandia y sus amigos）を録音し、後にペスカド・ラビオーソを結成する
- エデルミロ・モリナーリは、カラー・フマーノ（彼が作曲したアルメンドラの曲名）を結成；
- エミリオ・デル・グエルシオとロドルフォ・ガルシアがアクエラレを結成。

### 再結成 1979-1981
アルメンドラ再結成のアイデアは、メンバーの頭を離れない。 実際、エデルミロ・モリナーリがアルゼンチンに帰国するたびに（彼はアメリカを拠点にしていた）、4人で集まってバーベキューを食べたり、ジャムを作ったりしていた。 その際、必ずと言っていいほどアルメンドラ再結成の話が持ち上がったのだが、何らかの理由で結局はお預けになっていた。
夕食を共にしながら、そのことについて話し合ったこともあったが、しばらくして、私たちはそれを否定した。 「意味がない、罪悪感を感じながらやることになるし、めちゃくちゃになる」と言ったものだ。—ロドルフォ・ガルシア
アルメンドラは1979年、たった2回のコンサートを行う目的で再び集まった。 しかし、異例の観客の多さに、彼らはオブラス・スタジアムで6回のコンサートを行い、31,000人を集めた、10年前に解散したバンドにとって予想外の聴衆であり、特に最後の軍事独裁政権下では、弾圧がジェノサイドの域に達し、ロックと若者は自動的に疑われた。
民主化で機密文書が公開され、アルメンドラの人気投票を前にした独裁政権の懸念とスパイ活動、そしてコンサートの開催を阻止しようとする試みが示された。
(アルメンドラ）は、国民的ロックとして知られる音楽ジャンルを演奏し、メンバーは麻薬中毒であることを誇示し、それは彼らが演奏する曲の歌詞の一部にもほのめかされている。—内務省から知事へのラジオグラム12782/803（1979年12月4日）
オブラスの後、ロサリオ、コルドバ、メンドーサ、ラ・プラタ（ここで警察の強い弾圧があり、200人近くが逮捕された）、ロサリオ、プンタ・デル・エステ（ウルグアイ）で演奏し、最後はマル・デル・プラタのムンディアリスタ・スタジアムで7000人の観衆を前に「お別れ」コンサートを開いたが、大成功のため、彼らはラインナップを維持することになった。 アルメンドラの復帰により、独裁政権下でますます大規模なロック・コンサートへの扉が開かれ、1982年のマルビナス戦争後に爆発的な盛り上がりを見せることになる。
1980年3月、彼らはオブラスでのコンサートを収録した2枚組アルバムをリリースし、同年末には、12月にリリースされるスタジオ・アルバムのレコーディングをエル・ヴァレ・インテル（El valle interior）の名で開始した。 このアルバムは、12月6日と7日のオブラスを皮切りに、1981年2月15日のラ・ファルダでのコルドバ・フェスティバルまで、アルゼンチンのバンドによる初の大規模ツアーとなる32都市を回るツアーで発表された。 その後、バンドは個人的な問題、特にスピネッタとモリナーリの間の問題に影響され、解散した。

### 2009年の再結成
2009年12月4日、ルイス・アルベルト・スピネッタが全バンドを集め、「スピネッタ・イ・ラス・バンダス・エターナス（スピネッタと永遠のバンドたち）」と名付けられた5時間以上に及ぶ再現不可能な大規模なコンサートを行った。 そこでは、アルメンドラは昔のように一緒にいることを証明し、Color Humano、Hermano Perro、A Estos Hombres Tristes、Fermín、そして不朽の名曲Muchacha Ojos de Papelなど、彼らの最も象徴的な曲を披露した。

## メンバー
- ルイス・アルベルト・スピネッタ † - リズムギター、リードボーカル (1967-1970) (1979-1981) (2009)
- エデルミロ・モリアーニ - リードギター、ヴォーカル (1967-1970) (1979-1981) (2009)
- エミリオ・デル・グエルシオ - ベース、ヴォーカル (1967-1970) (1979-1981) (2009)
- ロドルフォ・ガルシア † - ドラム、ヴォーカル (1967-1970) (1979-1981) (2009)

## ディスコグラフィー
アルバム
- Almendra (1969)
- Almendra II (1970)
- El valle interior (1980)